# Rizzoli & Isles
Rizzoli & Isles is een Amerikaanse televisieserie die op 12 juli 2010 in première ging. De serie draait om de twee vriendinnen Jane Rizzoli, een detective, en Maura Isles, een medisch onderzoeker. Ze krijgen te maken met de meest beruchte criminelen van Boston. De serie is gebaseerd op de boeken van schrijfster Tess Gerritsen. De serie wordt in de Verenigde Staten uitgezonden door Turner Network Television. In België wordt de serie uitgezonden door VIJF. In Nederland wordt de serie vanaf 1 januari 2011 uitgezonden door Net5. In 2016 werd de productie van de serie na zeven seizoenen beëindigd.

## Rolverdeling

### Hoofdpersonages
- Angie Harmon als Jane Rizzoli  : Een detective die werkt voor de Boston Police Department's Homicide Unit. Ze is van een Italiaanse - Amerikaanse familie. In tegenstelling tot Maura kleedt Jane zich vaak mannelijk. Ze kan met niet veel mensen overweg, behalve met haar beste vriendin, Maura Isles. Haar moeder is overbezorgd en dat leidt vaak tot grote frustraties bij Jane.
- Sasha Alexander als Maura Isles : Maura is een medisch onderzoeker en een wandelend woordenboek en heeft voor alles meteen een uitleg. Ze is sociaal ietwat onhandig in de omgang met mensen, behalve bij haar beste vriendin Jane Rizzoli. Maura is geadopteerd en haar biologische vader is Patrick "Paddy" Doyle, een maffiabaas. In tegenstelling tot Jane kleedt Maura zich altijd "alsof ze naar een modeshow gaat." Maura kan ook niet liegen, als ze liegt begint ze te zweten en verschijnen er rode plekken.
- Lorraine Bracco als Angela Rizzoli : Angela is de overbezorgde moeder van Jane, Frankie en Tommy Rizzoli. Ze zegt ook vaak dat Maura als een dochter voor haar is. In seizoen 2 scheidt ze van haar man Frank Rizzoli en gaat ze in het logeerhuisje van Maura wonen.
- Bruce McGill als Vincent Walter Korsak : Korsak is Janes voormalige partner. Na een gebeurtenis met Hoyt (een seriemoordenaar) vindt Jane dat ze niet meer met Korsak kan samenwerken omdat hij haar als te zwak zag. Korsak heeft het hier moeilijk mee, maar werkt nog steeds in het team.
- Lee Thompson Young als Barold "Barry" Frost (seizoen 1 - 4) : Frost werd na Korsak de nieuwe partner van Jane. Hij is goed met de computer en technologische toestellen. Deze acteur pleegde in augustus 2013 zelfmoord, hij is tijdens seizoen 5 uit de serie verdwenen.
- Jordan Bridges als Francesco "Frankie" Rizzoli jr. : Frankie is de broer van Jane en zoon van Angela. Hij kijkt op tegen zijn zus en wil daarom ook bij de politie gaan werken, dit tegen de wens van Angela. Het lukt hem om rechercheur te worden en gaat dan werken op de afdeling van Jane.
- Brian Goodman als Sean Cavanaugh (seizoen 1 – 5) : Sean is als hoofdinspecteur de baas over de afdeling recherche. Hij werkt als een vader voor zijn team en ziet hierdoor veel door de vingers wat betreft de regels voor zijn medewerkers. Hij heeft ook een tijd een intieme relatie met Angela, dit tot ontsteltenis van Jane.
- Tina Huang als Susie Chang (seizoen 1 – 6) : Susie werkt op de laboratorium onder Maura, zij beschrijft zichzelf als iemand met een groot psychisch brein. In seizoen 6 wordt Susie vermoord waarop de rechercheurs en Maura alles op alles zetten om de dader te vinden.
- Idara Victor als Nina Holiday (seizoen 5 - 7) : Nina is criminoloog en computerspecialist, als voormalige rechercheur werd zij overgeplaatst naar de afdeling om daar als computerspecialist te gaan werken.

### Terugkerende Rollen
- John Doman als Patrick "Paddy" Doyle : Patrick is van Ierse afkomst en is baas van de maffia in Boston. Tevens is hij de biologische vader en beschermer van Maura, dit brengt Maura regelmatig in lastige situaties omdat zij voor de politie werkt.
- Sharon Lawrence als Hope Martin : Hope is de biologische moeder van Maura. Zij heeft altijd geloofd dat Maura was overleden na haar geboorte en is dan ook ontzettend verrast als zij later merkt dat zij nog leeft.
- Colin Egglesfield als Thomas "Tommy" Rizzoli : Tommy is de jongste van de familie Rizzoli en tevens ook de zwarte schaap met een hart van goud van de familie.
- Chazz Palminteri als Francesco "Frank" Rizzoli sr. : Frank is de vader van Jane, Frankie en Tommy, en eigenaar van een loodgietersbedrijf. In het eerste seizoen besluit hij te gaan scheiden van zijn vrouw Angela en verlaat de familie. Hij probeert hierna nog regelmatig in contact te komen met zijn kinderen wat hem niet in dank wordt afgenomen.
- Chris Vance als Charles “Casey” Jones : Casey is een oude vlam van Jane en als zij elkaar later weer tegenkomen slaat de vlam weer over. Ondanks hun romance loopt hun relatie toch stuk omdat zij allebei hun carrière niet willen opgeven.

## Afleveringen
| Seizoen | datum eerste aflevering | datum laatste aflevering | aantal afleveringen |
| ------- | ----------------------- | ------------------------ | ------------------- |
| 1       | 12 juli 2010            | 13 september 2010        | 10                  |
| 2       | 11 juli 2011            | 26 december 2011         | 15                  |
| 3       | 5 juni 2012             | 25 december 2012         | 15                  |
| 4       | 25 juni 2013            | 18 maart 2014            | 16                  |
| 5       | 17 juni 2014            | 17 maart 2015            | 18                  |
| 6       | 16 juni 2015            | 15 maart 2016            | 18                  |
| 7       | 6 juni 2016             | 5 september 2016         | 13                  |